# Domino (ciruela)
Domino es una variedad cultivar de ciruelo (Prunus domestica), de las denominadas ciruelas europeas, una variedad de ciruela oriunda de la comunidad autónoma de Aragón, en la zona de la comarca de la Hoya de Huesca, en la provincia de Zaragoza. 
Fruta de tamaño muy pequeño, con piel de color verde oliváceo o ceniciento con zonas más verdes como transparentes, sin chapa o a lo sumo manchas rojizas o castañas, punteado muy abundante de dos tipos, y pulpa de color amarillo verdosa, dorada, transparente, textura medio firme, tierna, algo crujiente, medianamente jugosa, y sabor muy dulce, almibarado, muy bueno.

## Historia
'Domino' variedad de ciruela local cuyos orígenes se sitúan en la zona de la comarca de la Hoya de Huesca, comunidad autónoma de Aragón, en la provincia de Zaragoza.
'Domino' está cultivada en el Banco de germoplasma de cultivos vivos de la Estación experimental Aula Dei de Zaragoza. Está considerada incluida en las variedades locales autóctonas muy antiguas, cuyo cultivo se centraba en comarcas muy definidas, que se caracterizan por su buena adaptación a sus ecosistemas, y podrían tener interés genético en virtud de su características organolepticas y resistencia a enfermedades, con vista a mejorar a otras variedades.

## Características
'Domino' árbol de porte extenso, vigoroso, erguido, muy fértil y resistente. Las flores deben aclararse mucho para que los frutos alcancen un calibre más grueso. Tiene un tiempo de floración que comienza a partir del 16 de abril con el 10% de floración, para el 20 de abril tiene una floración completa (80%), y para el 29 de abril tiene un 90% de caída de pétalos.
'Domino' tiene una talla de tamaño muy pequeño, de forma casi esférico, ligeramente deprimido en los polos, simétrico, presentando sutura casi inapreciable, superficial, o en una depresión muy ligera;epidermis recubierta de pruina muy abundante, azulada, pelitos aislados, muy difíciles de ver, alrededor del punto pistilar, piel de color totalmente negro, no se aprecia el punteado; Pedúnculo de longitud muy corto, espesor variable, muy pubescente, insertado en una cavidad peduncular muy estrecha, casi superficial, apenas rebajada en el lado de la sutura; pulpa verdosa, transparente, textura semi firme, muy jugosa, y sabor muy dulce, astringente junto a la piel.
Hueso muy adherente, muy pequeño, redondeado, zona ventral prominente, surcos laterales poco
profundos, borde dorsal dentado, superficie arenosa.
Su tiempo de recogida de cosecha se inicia en su maduración durante la primera decena del mes de agosto.

## Usos
Las ciruelas 'Domino' debido a sy muy pequeño tamaño se transforma en fruta confitada para adornos en pastelería, mermeladas, almíbar de frutas o compotas para su mejor aprovechamiento.

## Cultivo
Autofértil, es una muy buena variedad polinizadora de todos los demás ciruelos.